# 카모시다 스구루
카모시다 스구루일본어: 鴨志田 卓)는 2016년 비디오 게임 《페르소나 5》의 등장인물이다. 카모시다는 주인공인 조커가 처음으로 맞서는 적대자로, 챔피언 배구 선수이자 현직 고등학교 코치이며 일상적으로 감시를 받지 않는 인물이다. 또한 사카모토 류지와 타카마키 안을 포함한 여러 캐릭터에게 폭력을 행사하고, 조커를 포함하여 자신이 위협으로 간주하는 모든 사람의 신뢰를 사전에 떨어뜨린다. 카모시다는 자신의 지위를 이용하여 남학생을 학대하고 여학생, 특히 안의 친구인 스즈이 시호를 성폭행하여 자살을 시도하게 만든다. 카모시다는 강한 욕망의 발현인 팰리스를 가진 여러 캐릭터 중 한 명으로, 그곳에서 자신이 성의 왕으로 묘사된다. 슈진 학원 교장이 학생들을 그로부터 보호하지 못하면서 마음의 괴도단이 결성되고 게임의 사건이 시작된다.
카모시다는 악당으로서 전반적으로 긍정적인 평가를 받았으며, 비평가는 그가 얼마나 무섭고 믿을 만했는지 주목했다. 이는 실제 세계와의 유사성과 그의 캐릭터 뒤에 있는 개념이 얼마나 현실적이었는지 때문이었으며, 비슷한 위치의 실제 가해자가 비교 대상으로 언급되었다.

## 개념과 창작
스구루 카모시다는 페르소나 5의 캐릭터 디자이너 소에지마 시게노리가 만들었다. 카모시다의 과거, 특히 여성을 상대로 한 행동으로 인해 보호받았던 과거 사건을 묘사하는 장면은 원래 《페르소나 5 더 로열》에 포함될 예정이었다. 그러나 이 장면은 결국 잘려나갔고, 게임의 중국 빌드에서만 발견되었다. 그는 페르소나 5에서 일본어는 미츠야 유지, 영어는 D. C. 더글러스가 목소리를 맡았다. 카모시다는 《페르소나 5 더 스테이지》에서 타카기 슌이 연기했으며, 카모시다를 연기하기 위해 체지방률을 8%까지 줄였다.

## 등장
카모시다 스구루는 페르소나 5와 그 재출시작인 페르소나 5 더 로열에 첫 번째 적대자로 등장했다. 카모시다는 전직 올림픽 선수이자 현직 고등학교 배구 코치로 그 명성 덕분에 학생을 아무런 문제 없이 학대할 수 있다. 게임의 사건 이전에, 카모시다는 사카모토 류지를 자극하여 류지가 카모시다를 폭행하고 정당방위를 주장할 수 있도록 행동하게 만들었고, 류지의 다리를 부러뜨려 류지가 속해 있던 육상팀을 해체시켰다. 거기에 카모시다가 소문을 퍼뜨리고 사람들의 정보, 즉 류지의 가족사를 유출함으로써 완전히 명예를 망치게 만든다. 또한 타카마키 안을 포함한 여학생을 성희롱한 전력이 있으며, 학교의 지위 때문에 보호받았다. 카모시다는 주인공인 조커를 싫어하게 되고, 범죄 전력에 대한 소문을 퍼뜨린다. 조커와 류지는 우연히 이세계라는 다른 세계, 즉 사람들의 의지와 발현으로 만들어진 세계로 들어간다. 이 세계에서 그들은 모르가나라는 말하는 고양이에게 나중에 카모시다의 섀도우 버전이라고 듣는 성을 발견했으며, 그 성은 카모시다의 팰리스이다. 조커, 류지, 모르가나, 안은 카모시다가 안의 친구 스즈이 시호를 자살로 몰아넣고 조커와 류지를 퇴학시키겠다고 협박함으로써 자신의 추근거림을 거부한 안을 처벌한 후, 카모시다를 쓰러뜨리기 위해 팀을 이룬다. 그들은 카모시다의 보물을 훔쳐 섀도우를 물리치고, 이는 카모시다의 실제 자아가 죄책감을 느끼고 자신의 범죄를 자백하게 만들며, 이후 체포되고 직업을 잃는다. 카모시다의 자백은 코바야카와 교장이 학생들을 그로부터 보호하기를 거부했기 때문에 게임의 나머지 부분에서 슈진 학원을 괴롭히는 홍보 재앙으로 이어진다. 섀도우 카모시다는 나중에 게임의 마지막 지역인 메멘토스 심층부에서 발견되며, 그곳에서 카모시다는 게임의 다른 적대자들과 함께 감옥에 수감되어 있다. 그들과 다른 모든 사람들이 원래 이 감옥에 그들의 섀도우를 가지고 있었으며, 카모시다를 포함한 대부분의 팰리스 지배자가 진정으로 개혁하기보다는 무관심한 껍데기가 되었다는 것이 밝혀진다.
만화와 애니메이션을 포함한 페르소나 5의 각색작도 카모시다를 비슷한 역할로 다룬다. 카모시다맨으로 알려진 그와 유사한 캐릭터는 《페르소나 Q2 뉴 시네마 래버린스》의 초기 적대자로도 등장하며, 슈퍼히어로로 묘사된다. 카모시다가 싸울 때 괴물 토끼로 변한다. 나중에 히카리는 초등학교 선생님이 자신과 다른 두 학생에게 부적절한 먹이를 주어 반의 애완 토끼를 독살하고, 토끼가 죽었을 때 먹이에 대해 말한 사람이라는 이유로 그녀를 희생양으로 삼았을 때 선생님 전체에 환멸을 느꼈다는 것이 밝혀진다. 이것은 괴도단이 영화관에 갇혔을 때 카모시다와 유사한 형태로 나타났는데, 그는 창립 멤버들이 선생님에게 겪은 최악의 경험이었기 때문이다.

## 평가
코믹 북 리소시즈의 작가 로버트 크로스비는 카모시다를 페르소나 5에서 가장 무서운 악당으로 꼽았는데, 그 이유는 카모시다가 매우 현실적이었기 때문이라고 말했다. 페르소나 5의 다른 악당들은 더 판타지적으로 느껴지지만, 카모시다는 스포츠에서 사람들이 다루는 매우 현실적인 인물이며, 그가 유도 선수 우치시바 마사토를 기반으로 할 수도 있다고 주장했다. 작가 제프 보겔 또한 카모시다가 얼마나 "믿을 만했는지" 주목하며 더 환상적인 악당들과 비교하고, 카모시다가 "연쇄 강간범"이자 "비디오 게임에서 본 가장 혐오스러운 캐릭터 중 한 명"이라고 묘사하는 카모시다가 실제 세계에서 일어날 수 있었고 실제로 일어났다는 사실을 언급했다. VG247의 작가 앨런 웬은 카모시다가 일본 학교 스포츠 클럽에서 발견되는 "체벌"과 미투 운동이 2017년에 진행되었을 때 카모시다의 고등학생 성적 학대가 어떻게 이를 반영했는지에 대해 논했다. 같은 VG247의 작가 캐티 매카시는 카모시다와 그의 범죄에 대한 게임의 처리에 비판적이었는데, 특히 이를 강간이라고 부르지 않고 게임이 나중에 안을 성적으로 대상화하고 객체화하는 사실에 대해 비판했다.
작가 아르노 부르두셰넬리센은 남학생을 학대의 장난감으로, 여학생을 성적으로 복종하는 노예로 보는 카모시다의 사고방식에 대해 논하며, 이것이 카모시다의 현실의 왜곡된 버전을 어떻게 반영하는지 설명했다. 그는 카모시다가 성욕의 죄를 나타낸다고 덧붙이며, 그의 성적 취향과 그의 성이 성적인 이미지로 가득 찬 것을 모두 언급했다. 링거의 작가 저스틴 채리티는 그를 비디오 게임에서 가장 "숨막히는" 악당 중 한 명이라고 묘사했다. 애니메 뉴스 네트워크의 작가 엘리엇 게이는 카모시다 이야기의 현실 세계 대비에 대해 논하며, 여러 유사한 실제 상황을 언급했다. 특히 그는 코치의 일상적인 구타로 인해 자살한 17세 소년을 언급했다. 카모시다의 동료가 그를 어떻게 다뤘는지 논하면서, 게이는 이것이 현실적으로 다뤄졌다고 언급하며 12명의 여학생을 학대한 혐의로 유죄 판결을 받았지만 한 달치 봉급 삭감으로만 처벌받은 교사를 언급했다.